# Mathilde Wigert-Österlund
Marie Sophie Mathilde Wigert-Österlund, född 2 maj 1873 i Jönköping, död 26 april 1943 i Uppsala, var en svensk målare, grafiker, tecknare och författare.
Hon var dotter till läroverkslektorn Oscar Peter Wigert och författaren Inèz Maria Backman och från 1906 gift med John Erik Österlund. Hon var elev vid Tekniska skolan 1896–1902 och fortsatte därefter sina studier vid Konstakademien där hon belönades med en kansler-medalj. Under sin tid vid akademien deltog hon även i Axel Tallbergs etsningskurs. Hon reste till Paris där hon studerade sina 1903–1904 som följdes av en längre studieresa till Berlin, London, Nederländerna, Belgien och olika platser i Frankrike 1906–1907. En mental kris ledde den åldrande konstnären till nya gestaltningsformer och under en sjukhusvistelse tillverkade hon en applikationsbonaden Den svarta kalken som skänktes till Uppsala domkyrka 1931. Separat ställde hon ut på Gummesons konsthall 1928 samt i Uppsala 1912, Visby 1912 och London 1928. Tillsammans med Gusten Widerbäck och sin man ställde hon ut i Stockholm 1909 samt tillsammans med Sven Boberg och sin man på Konstnärshuset 1913. Hon medverkade i ett flertal samlingsutställningar arrangerade av Sveriges allmänna konstförening, Svenska konstnärernas förening och Föreningen Svenska Konstnärinnor samt samlingsutställningar i Köpenhamn, Buenos Aires, München och Paris. En minnesutställning med hennes och makens konst visades av Uplands konstförening i Uppsala 1954. Hennes konst består av ett stämningsskapande skymningsmåleri med stadsbilder, landskapsskildringar, religiösa motiv samt uppländska och gotländska kyrkor och kyrkointeriörer. Som författare gav hon ut Vox 1926, Vår herres dårar. Novellänkar 1930–1931. Wigert-Österlund är representerad vid Moderna museet och Uppsala universitetsbibliotek samt Länsmuseet Gävleborg